# Hörningplatz
Der Hörningplatz ist ein innerörtlicher, unbebauter Schmuckplatz nach Art einer gestalteten Parkfläche im Stadtteil Oberlößnitz und am Rand von Serkowitz der sächsischen Stadt Radebeul. Der Platz wird aufgespannt durch den Beginn der Bennostraße im Norden, die Hoflößnitzstraße im Osten und die diagonal im Südwesten verlaufende Lößnitzgrundstraße. Die Kreuzung der Lößnitzgrundstraße mit der Hoflößnitzstraße im Süden quert auch noch die Nizzastraße.

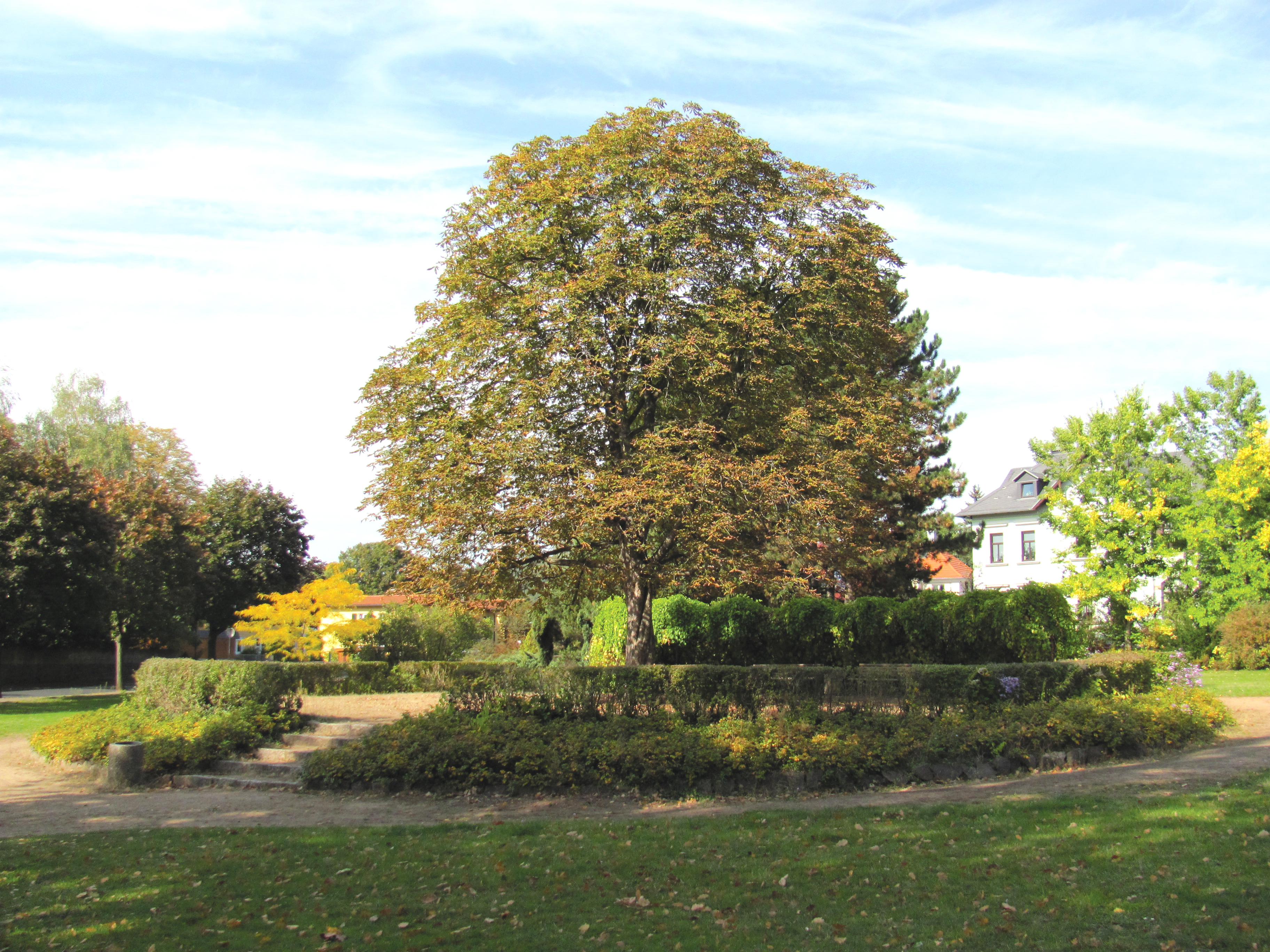
Hörningplatz

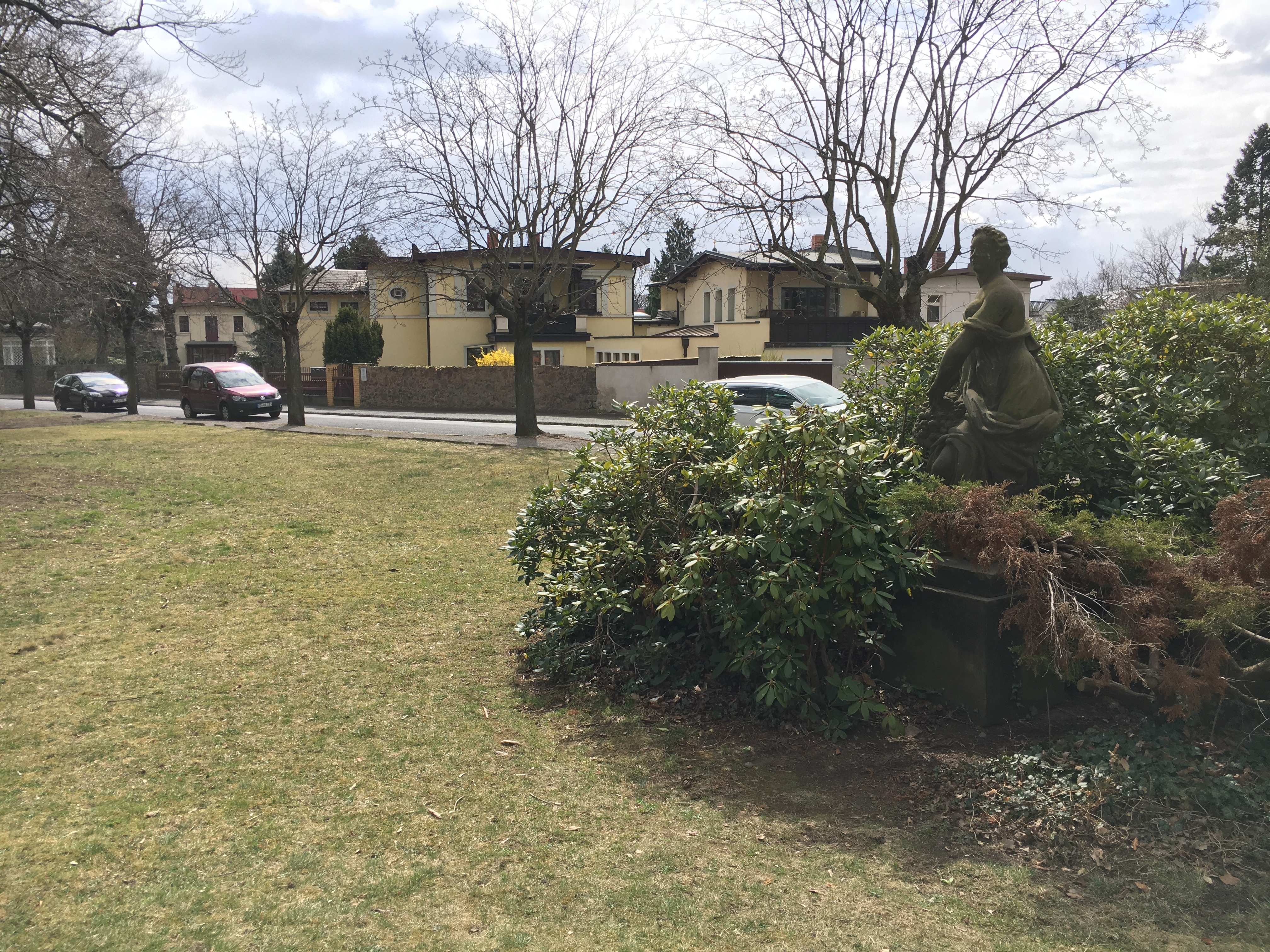
Skulptur „Flora mit Putto“ von Burkhart Ebe vor der Rückseite der Villa Agnes

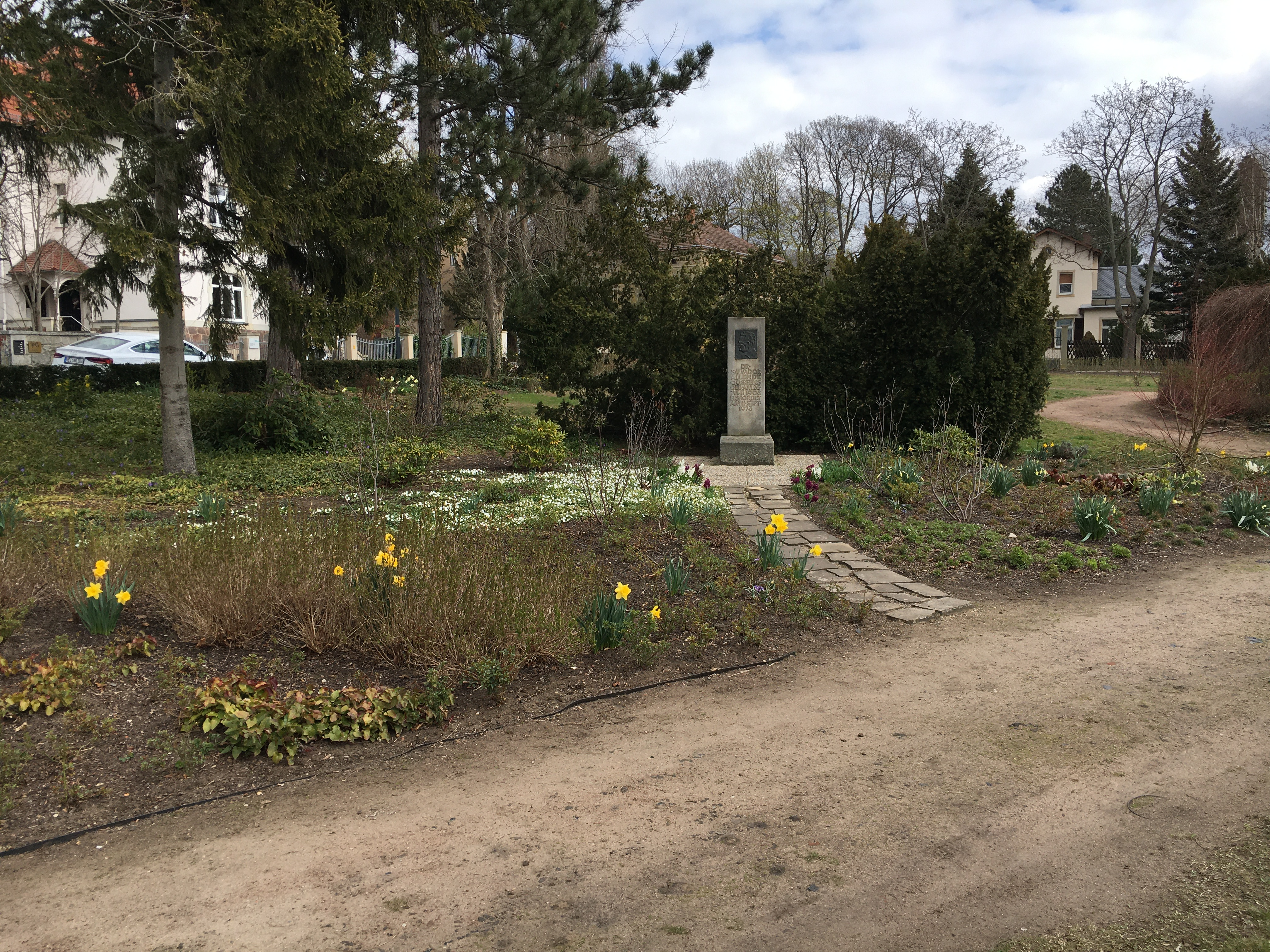
Salvador-Allende-Denkmal; im Hintergrund rechts steht die Villa Bennostraße 2

## Bebauung
Mittig auf der Westseite steht die denkmalgeschützte Skulptur „Flora mit Putto“ des Bildhauers Burkhart Ebe aus der Zeit von um 1926. Zudem gibt es dort ein Salvador-Allende-Denkmal.
Zahlreiche Bauten auf den Außenseiten der säumenden Straßen stehen unter Denkmalschutz und sind daher in der Liste der Kulturdenkmale in Radebeul-Oberlößnitz und Liste der Kulturdenkmale in Radebeul-Serkowitz aufgeführt:
- auf der Nordseite: Bennostraße 3
- auf der Nordostecke: Haus Leonhardt (Bennostraße 7) mit einem als Werk der Landschafts- und Gartengestaltung geschützten Park
- auf der Ostseite: Bennostraße 2, Hoflößnitzstraße 6
- auf der Südostecke: Hoflößnitzstraße 4 mit einem als Werk der Landschafts- und Gartengestaltung geschützten Park
- auf der Südwestecke: Nizzastraße 12
- auf der Südwestseite: Villa Agnes (Lößnitzgrundstraße 2)

Zudem stand auf der Westseite etwa 125 Jahre lang bis zum Jahr 2000 die Grundschänke.

## Namensgebung
Der Platz ist benannt nach Bruno Hörning (1868–1935), Gemeindevorstand bzw. Bürgermeister von Oberlößnitz (1904–1933). Er erhielt diese Ehrung im Jahr 1929 zum 25-jährigen Amtsjubiläum.
Zwischen 1974 und 1999 hieß der Platz Dr.-Salvador-Allende-Platz.

## Anwohner
Von 1891 bis 1895 war die Villa Agnes der dritte Radebeuler Wohnsitz des Schriftstellers Karl May, bevor er die Villa Shatterhand kaufte.
Der Kammermusiker Josef Rudolf Lewy-Hoffmann bewohnte die Villa Hoflößnitzstraße 4.